# Nick Chinlund
Zareh Nicholas Chinlund, conhecido como Nick Chinlund (New York City, 18 de novembro de 1961), é um actor norte-americano.

## Carreira
Chinlund também fez aparições na série de drama de TV Law & Order , bem como em seu spinoff em Law & Order: Special Victims Unit . Chinlund fez um teste para fazer o pepel de Elliot Stabler na série Law & Order: Special Victims Unit de acordo com Christopher Meloni , que ganhou o papel.

## Filmografia
| Anos | Nome                                 | Personagens                    | Notas       |
| ---- | ------------------------------------ | ------------------------------ | ----------- |
| 1990 | The Ambulance                        | Hugo                           |             |
| 1992 | Lethal Weapon 3                      | Hatchett                       |             |
| 1993 | Daybreak                             | Comandante                     |             |
| 1993 | Joshua Tree                          | Deputy Tomay                   |             |
| 1994 | Unveiled                             | Jeremy Avery                   |             |
| 1994 | Bad Girls                            | Pinkerton Detective O'Brady    |             |
| 1994 | Red Shoe Diaries 4: Auto Erotica     |                                |             |
| 1994 | Reform School Girl                   | Dr. Ted Meeks                  |             |
| 1995 | Letter to My Killer                  | Nick Parma                     |             |
| 1996 | Eraser                               | WITSEC Agente Nick Calderon    |             |
| 1997 | Mr. Magoo                            | Bob Morgan                     |             |
| 1997 | Rough Riders                         | Frederick Remington            |             |
| 1997 | Con Air                              | William 'Billy Bedlam' Bedford |             |
| 1997 | A Brother's Kiss                     | Lex                            |             |
| 1998 | Frogs for Snakes                     | Iggy                           |             |
| 1999 | Chutney Popcorn                      | Mitch                          |             |
| 1999 | Resurrection                         | Dr. Jake Sandler               | TV          |
| 2000 | Once in the Life                     | Mike Murphy                    |             |
| 2000 | Something Sweet                      | Lee                            |             |
| 2000 | Auggie Rose                          | Salesman                       |             |
| 2000 | Buffy the Vampire Slayer             | Major Ellis                    | 2 Episódios |
| 2001 | Training Day                         | Tim                            |             |
| 2001 | Amy's Orgasm                         | Matthew Starr                  |             |
| 2002 | 100 Mile Rule                        | Paul                           |             |
| 2002 | Below                                | Chief                          |             |
| 2003 | Bun-Bun                              | Father 2                       |             |
| 2003 | Tears of the Sun                     | Michael 'Slo' Slowenski        |             |
| 2004 | The Chronicles of Riddick: Dark Fury | Toombs                         | Voz         |
| 2004 | The Chronicles of Riddick            | Toombs                         |             |
| 2004 | Goodnight, Joseph Parker             | Joseph Parker                  |             |
| 2005 | The Legend of Zorro                  | Jacob McGivens                 |             |
| 2005 | Desperate Housewives                 | Detective Sullivan             |             |
| 2006 | Ultraviolet                          | Vice-Cardinal Ferdinand Daxus  |             |
| 2007 | Sinner                               | Anthony                        |             |
| 2007 | The Fifth Patient                    | John Reilly                    |             |
| 2008 | Ball Don't Lie                       | Anthony                        |             |
| 2008 | Felon                                | Sgt. Roberts                   |             |
| 2008 | The Onion Movie                      | Bryce Brand                    |             |
| 2008 | NCIS                                 | Det. Steve Rosetti             |             |
| 2009 | Wyvern                               | Jake                           |             |
| 2009 | Castle                               | Evan Mitchell                  |             |
| 2010 | House MD                             | Eddie                          |             |
| 2011 | Young Justice                        | Sportsmaster                   | Voz         |
| 2012 | Grimm                                | Leo Taymore                    |             |
| 2012 | 666 Park Avenue                      | Victor Shaw                    |             |